# Al-Ramlah, Syria
Ramleh, Hama (tiếng Ả Rập: الرملة) là một ngôi làng Syria nằm ở phó huyện Qalaat al-Madiq thuộc huyện al-Suqaylabiyah, Hama. Theo Cục Thống kê Trung ương Syria (CBS), Ramleh, Hama có dân số 2.359 trong cuộc điều tra dân số năm 2004.